# Zlata Ohnjewitsch

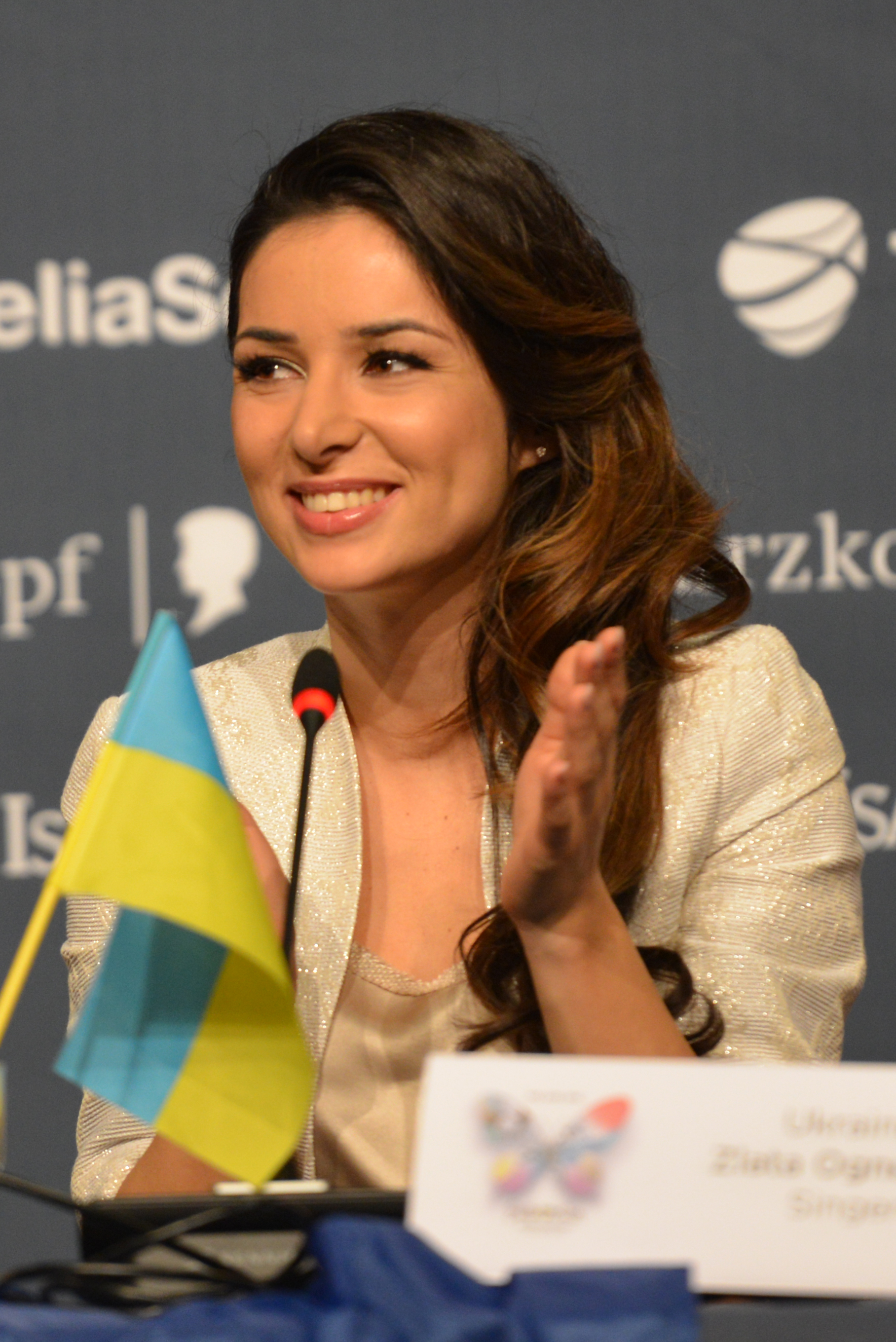
Zlata Ohnjewitsch 2013 auf der ESC-Pressekonferenz

Zlata Ohnjewitsch (ukrainisch Злата Огнєвіч, bürgerlich: Inna Leonidiwna Bordjuh, ukrainisch: Інна Леонідівна Бордюг; * 12. Januar 1986 in Murmansk, UdSSR bzw. Krywyj Rih, UkrSSR) ist eine ukrainische Popsängerin.

## Leben und Karriere
Laut eigener Aussage wurde Ohnjewitsch in Krywyj Rih geboren, in sämtlichen offiziellen Dokumente ist jedoch Murmansk, der damalige Dienstort des Vaters, als Geburtsort angegeben.
Ohnjewitsch nahm mehrfach an der ukrainischen Vorauswahl zum Eurovision Song Contest teil: 2010 erreichte sie mit dem Titel Tiny Island den fünften und 2011 mit The Kukushka den zweiten Platz. Bei der Vorauswahl zum Eurovision Song Contest 2013 am 23. Dezember 2012 in Kiew, die live im Perschyj Natsionalnyj übertragen wurde, siegte sie mit dem Ethno-Popsong Gravity gegen 18 Mitbewerber. Beim Wettbewerb in Malmö erreichte sie für die Ukraine den dritten Platz unter 39 Teilnehmerländern. Bei ihrem Auftritt wurde sie von Igor Vovkovinskiy, dem mit 235 cm größten lebenden Menschen der USA, auf die Bühne getragen.
Ohnjewitsch moderierte mit Timur Miroschnytschenko den Junior Eurovision Song Contest 2013 in Kiew. Beim Eurovision Song Contest 2014, 2017 und 2023 verlas sie die ukrainischen Punkte.
Bis zur Annexion der Krim durch Russland lebte Ohnjewitsch in Sudak auf der Krim.
Sie trat bei der ukrainischen Parlamentswahl im Oktober 2014 auf Platz 4 der Liste der Radikalen Partei Oleh Ljaschkos an und wurde in die Werchowna Rada gewählt, ein Jahr später gab sie ihr Mandat ab.

## Diskografie

### Alben
- 2018: Гранi
- 2019: Сила Поколінь
- 2020: Богиня

### Kompilationen
- 2025: The Best

### EPs
- 2020: Історіі мого кохання
- 2024: Віддаю
- 2024: Тиха Ніч

### Singles (Auswahl)
- 2013: Gravity
- 2014: Ice & Fire (mit Eldar)
- 2022: До весни (mit Artem Pywowarow)
- 2022: За лісами горами
- 2023: Буревіями (mit Shumei)
- 2024: Без тебе (mit Максим Бородін)